# Villaines-les-Rochers
Villaines-les-Rochers és un municipi francès, situat al departament de l'Indre i Loira i a la regió de Centre – Vall del Loira. L'any 2007 tenia 922 habitants.

## Demografia

### Població
El 2007 la població de fet de Villaines-les-Rochers era de 922 persones. Hi havia 390 famílies, de les quals 116 eren unipersonals (60 homes vivint sols i 56 dones vivint soles), 141 parelles sense fills, 109 parelles amb fills i 24 famílies monoparentals amb fills.
La població ha evolucionat segons el següent gràfic:
Habitants censats

### Habitatges
El 2007 hi havia 475 habitatges, 402 eren l'habitatge principal de la família, 38 eren segones residències i 35 estaven desocupats. 463 eren cases i 12 eren apartaments. Dels 402 habitatges principals, 299 estaven ocupats pels seus propietaris, 96 estaven llogats i ocupats pels llogaters i 7 estaven cedits a títol gratuït; 6 tenien una cambra, 49 en tenien dues, 74 en tenien tres, 127 en tenien quatre i 146 en tenien cinc o més. 346 habitatges disposaven pel capbaix d'una plaça de pàrquing. A 198 habitatges hi havia un automòbil i a 170 n'hi havia dos o més.

### Piràmide de població
La piràmide de població per edats i sexe el 2009 era:
| Homes | Edats   | Dones |
| ----- | ------- | ----- |
| 0     | 95 o +  | 0     |
| 8     | 90 a 94 | 4     |
| 12    | 85 a 89 | 0     |
| 4     | 80 a 84 | 12    |
| 28    | 75 a 79 | 32    |
| 4     | 70 a 74 | 28    |
| 20    | 65 a 69 | 12    |
| 32    | 60 a 64 | 24    |
| 32    | 55 a 59 | 24    |
| 40    | 50 a 54 | 28    |
| 32    | 45 a 49 | 36    |
| 32    | 40 a 44 | 28    |
| 28    | 35 a 39 | 36    |
| 24    | 30 a 34 | 32    |
| 12    | 25 a 29 | 48    |
| 28    | 20 a 24 | 4     |
| 28    | 15 a 19 | 24    |
| 20    | 10 a 14 | 40    |
| 40    | 5 a 9   | 36    |
| 40    | 0 a 4   | 16    |

## Economia
El 2007 la població en edat de treballar era de 593 persones, 452 eren actives i 141 eren inactives. De les 452 persones actives 416 estaven ocupades (231 homes i 185 dones) i 36 estaven aturades (13 homes i 23 dones). De les 141 persones inactives 49 estaven jubilades, 50 estaven estudiant i 42 estaven classificades com a «altres inactius».

### Ingressos
El 2009 a Villaines-les-Rochers hi havia 424 unitats fiscals que integraven 995,5 persones, la mediana anual d'ingressos fiscals per persona era de 15.907 €.

### Activitats econòmiques
Dels 31 establiments que hi havia el 2007, 4 eren d'empreses de fabricació d'altres productes industrials, 8 d'empreses de construcció, 5 d'empreses de comerç i reparació d'automòbils, 2 d'empreses de transport, 3 d'empreses d'hostatgeria i restauració, 2 d'empreses immobiliàries, 3 d'empreses de serveis, 1 d'una entitat de l'administració pública i 3 d'empreses classificades com a «altres activitats de serveis».
Dels 14 establiments de servei als particulars que hi havia el 2009, 1 era una oficina de correu, 1 taller de reparació d'automòbils i de material agrícola, 2 paletes, 2 guixaires pintors, 2 fusteries, 2 lampisteries, 2 perruqueries i 2 restaurants.
Els 2 establiments comercials que hi havia el 2009 eren botiges de menys de 120 m².
L'any 2000 a Villaines-les-Rochers hi havia 38 explotacions agrícoles que ocupaven un total de 440 hectàrees.

## Equipaments sanitaris i escolars
El 2009 hi havia una escola elemental.

## Poblacions properes
El següent diagrama mostra les poblacions més properes.